# Campeonato Europeu de Atletismo em Pista Coberta de 1972
O Campeonato Europeu de Atletismo em Pista Coberta de 1972 foi a 3ª edição do campeonato organizado pela Associação Europeia de Atletismo (AEA) em Grenoble, na França, entre 11 e 12 de março de 1972. Foram disputados 23 provas. 

## Medalhistas

### Masculino
| Evento               | Ouro                                                                                                | Ouro    | Prata                                                                                        | Prata   | Bronze                                                                                      | Bronze  |
| 50 m                 | Valeriy Borzov (URS)                                                                                | 5.75    | Aleksandr Kornelyuk (URS)                                                                    | 5.81    | Vasilis Papageorgopoulos (GRE)                                                              | 5.82    |
| 400 m                | Georg Nückles (FRG)                                                                                 | 47.24   | Ulrich Reich (FRG)                                                                           | 47.42   | Wolfgang Müller (GDR)                                                                       | 47.42   |
| 800 m                | Jozef Plachý (TCH)                                                                                  | 1:48.84 | Ivan Ivanov (URS)                                                                            | 1:49.05 | Francis Gonzalez (FRA)                                                                      | 1:49.17 |
| 1500 m               | Jacky Boxberger (FRA)                                                                               | 3:45.66 | Spylios Zacharopoulos (GRE)                                                                  | 3:46.08 | Jürgen May (FRG)                                                                            | 3:46.42 |
| 3000 m               | Juris Grustins (URS)                                                                                | 8:02.85 | Yuriy Aleksashin (URS)                                                                       | 8:03.20 | Ulrich Brugger (FRG)                                                                        | 8:05.07 |
| 50 m barreiras       | Guy Drut (FRA)                                                                                      | 6.51    | Manfred Schumann (FRG)                                                                       | 6.58    | Anatoliy Moshiashvili (URS)                                                                 | 6.59    |
| salto em altura      | István Major (HUN)                                                                                  | 2.24    | Kęstutis Šapka (URS)                                                                         | 2.22    | Jüri Tarmak (URS)                                                                           | 2.22    |
| salto com vara       | Wolfgang Nordwig (GDR)                                                                              | 5.40 =  | Hans Lagerqvist (SWE)                                                                        | 5.40    | Antti Kalliomäki (FIN)                                                                      | 5.30    |
| salto em comprimento | Max Klauss (GDR)                                                                                    | 8.02    | Hans Baumgartner (FRG)                                                                       | 7.99    | Jaroslav Brož (TCH)                                                                         | 7.88    |
| triplo salto         | Viktor Sanyeyev (URS)                                                                               | 16.97   | Carol Corbu (ROM)                                                                            | 16.89   | Valentin Shevchenko (URS)                                                                   | 16.73   |
| lançamento do peso   | Hartmut Briesenick (GDR)                                                                            | 20.67   | Władysław Komar (POL)                                                                        | 20.32   | Jaroslav Brabec (TCH)                                                                       | 19.94   |
| estafeta 4x360 m     | Polônia · Jan Werner · Waldemar Korycki · Ján Balachowski · Andrzej Badenski                        | 3:11.1  | Alemanha Ocidental · Peter Bernreuther · Rolf Krüsmann · Georg Nückles · Ulrich Reich        | 3:11.9  | França · Patrick Salvador · André Paoli · Michel Dach · Gilles Bertould                     | 3:15.6  |
| estafeta 4x720 m     | Alemanha Ocidental · Thomas Wessinghage · Harald Norpoth · Paul-Heinz Wellmann · Franz-Josef Kemper | 6:26.4a | União Soviética · Alexey Taranov · Valeriy Taratynov · Ivan Ivanov · Stanislav Meshcherskich | 6:27.0a | Polônia · Zenon Szordykowski · Krzysztof Linkowski · Stanislaw Waskiewicz · Andrzej Kupczyk | 6:27.6a |

### Feminino
| Evento               | Ouro                                                                                               | Ouro    | Prata                                                                                                | Prata   | Bronze                                                                          | Bronze  |
| 50 m                 | Renate Stecher (GDR)                                                                               | 6.25    | Annegret Richter (FRG)                                                                               | 6.28    | Sylviane Telliez (FRA)                                                          | 6.31    |
| 400 m                | Christel Frese (FRG)                                                                               | 53.36   | Inge Bödding (FRG)                                                                                   | 54.60   | Erika Weinstein (FRG)                                                           | 54.73   |
| 800 m                | Gunhild Hoffmeister (GDR)                                                                          | 2:04.83 | Ileana Silai (ROM)                                                                                   | 2:05.17 | Svetla Zlateva (BUL)                                                            | 2:05.50 |
| 1500 m               | Tamara Pangelova (URS)                                                                             | 4:14.62 | Lyudmila Bragina (URS)                                                                               | 4:18.35 | Vasilena Amzina (BUL)                                                           | 4:18.84 |
| 50 m barreiras       | Annelie Ehrhardt (GDR)                                                                             | 6.85    | Teresa Sukniewicz (POL)                                                                              | 6.94    | Grażyna Rabsztyn (POL) · Meta Antenen (SUI)                                     | 7.05    |
| salto em altura      | Rita Schmidt (GDR)                                                                                 | 1.90    | Rita Gildemeister (GDR)                                                                              | 1.84    | Yordanka Blagoeva (BUL)                                                         | 1.84    |
| salto em comprimento | Brigitte Roesen (FRG)                                                                              | 6.58    | Meta Antenen (SUI)                                                                                   | 6.42    | Jarmila Nygrýnová (TCH)                                                         | 6.39    |
| lançamento do peso   | Nadezhda Chizhova (URS)                                                                            | 19.41   | Antonina Ivanova (URS)                                                                               | 18.54   | Marianne Adam (GDR)                                                             | 18.30   |
| estafeta 4x180 m     | Alemanha Ocidental · Elfgard Schittenhelm · Christine Tackenberg · Annegret Kroniger · Rita Wilden | 1:24.1  | França · Michèle Beugnet · Christiane Marlet · Claudine Meire · Nicole Pani                          | 1:37.6  | Áustria · Christa Kepplinger · María Sykora · Carmen Mahr · Monika Holzschuster | 1:29.5  |
| estafeta 4x360 m     | Alemanha Ocidental · Rita Wilden · Erika Weinstein · Christel Frese · Inge Bödding                 | 3:10.85 | União Soviética · Natalya Chistyakova · Lyudmila Aksyonova · Lyubov Savyalova · Nadezhda Kolesnikova | 3:11.20 | França · Madeleine Thomas · Bernadette Martin · Nicole Duclos · Colette Besson  | 3:11.65 |

## Quadro de medalhas
| Ordem | País               | Medalha de ouro | Medalha de prata | Medalha de bronze | Total |
| ----- | ------------------ | --------------- | ---------------- | ----------------- | ----- |
| 1     | Alemanha Oriental  | 7               | 1                | 2                 | 10    |
| 2     | Alemanha Ocidental | 6               | 6                | 3                 | 15    |
| 3     | União Soviética    | 5               | 8                | 3                 | 16    |
| 4     | França             | 2               | 1                | 4                 | 7     |
| 5     | Polônia            | 1               | 2                | 2                 | 5     |
| 6     | Tchecoslováquia    | 1               | 0                | 3                 | 4     |
| 7     | Hungria            | 1               | 0                | 0                 | 1     |
| 8     | Romênia            | 0               | 2                | 0                 | 2     |
| 9     | Grécia             | 0               | 1                | 1                 | 2     |
| 10    | Suécia             | 0               | 1                | 0                 | 1     |
| 10    | Suíça              | 0               | 1                | 0                 | 1     |
| 12    | Bulgária           | 0               | 0                | 3                 | 3     |
| 13    | Áustria            | 0               | 0                | 1                 | 1     |
| 13    | Finlândia          | 0               | 0                | 1                 | 1     |

Legenda
| Recorde mundial       | Recorde mundial (World record)               |                       | Recorde africano                      | Recorde africano (African) |                                           | Q | Classificado por posição (Qualified) |
| Recorde do campeonato | Recorde do campeonato (Championship record)  | Recorde da América    | Recorde da América (Americas)         | q                          | Classificado por melhor tempo (Qualified) |   |                                      |
| Melhor marca do ano   | Melhor marca do ano (World leading)          | Recorde asiático      | Recorde asiático (Asian)              | DNS                        | Não largou (Did not start)                |   |                                      |
| Recorde nacional      | Recorde nacional (National record)           | Recorde europeu       | Recorde europeu (European)            | DNF                        | Não terminou (Did not finish)             |   |                                      |
| Recorde pessoal       | Recorde pessoal do atleta (Personal best)    | Recorde da Oceania    | Recorde da Oceania (Oceania)          | DSQ / DQ                   | Desclassificado (Disqualified)            |   |                                      |
| Recorde da temporada  | Recorde da temporada do atleta (Season best) | Recorde sul-americano | Recorde sul-americano (South America) | NM                         | Sem marca (No mark)                       |   |                                      |